# روبرت آرزومانیان (سیاستمدار)
روبرت آندرانیکی آرزومانیان (ارمنی: Ռոբերտ Անդրանիկի Արզումանյան؛ زادهٔ ۲۰ دسامبر ۱۹۴۰ - درگذشته ۲۰۰۰) یک دیپلمات و سیاستمدار اهل ارمنستان بود که از تاریخ ۱۹۷۹ تا تاریخ ۱۹۸۴ سمت نمایندگی دوره دهم شورای عالی اتحاد شوروی را برعهده داشت.

## زندگی‌نامه
در ۲۰ دسامبر ۱۹۴۰ در ایروان به دنیا آمد و از دانشکده فیلولوژی دانشگاه دولتی ایروان فارغ‌التحصیل شد. وی همچنین برنده نشان پرچم سرخ کار شده است. وی در ۲۰۰۰ در سن ۶۰ سالگی در ایروان درگذشت.

## یادداشت
1. ↑   Ալեքսանդրիայում (Եգիպտոս) Ռուսաստանի Դաշնության գլխավոր հյուպատոսության փոխդեսպան